# Charlottesville, Virginia
Charlottesville, cunoscut și în mod colocvial sub numele de C'ville, este un oraș independent din statul Virginia. Este reședința Comitatul Albemarle, care înconjoară orașul, deși sunt două entități juridice separate. Orașul poartă numele reginei Charlotte de Mecklenburg-Strelitz. În 2019 se estima că 47.266 de persoane locuiau în limitele orașului. Biroul de Analiză Economică combină orașul Charlottesville cu Comitatul Albemarle în scopuri statistice, aducând populația sa la aproximativ 150.000 de persoane. Charlottesville este nucleul unei zonei metropolitane care include comitatele Albemarle, Buckingham, Fluvanna, Greene și Nelson.

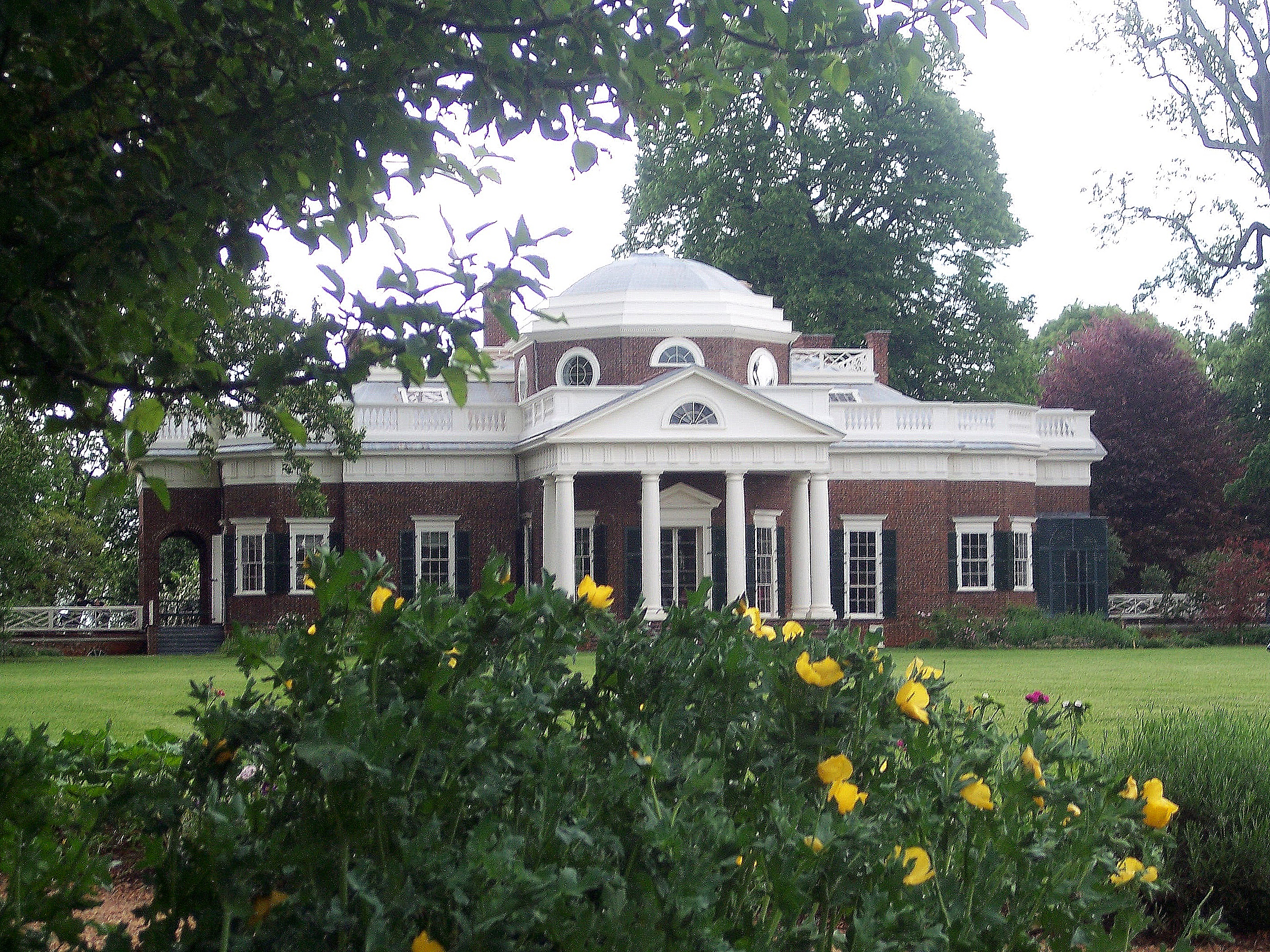
Monticello și grădinile sale.

În Charlottesville au locuit doi președinți, Thomas Jefferson și James Monroe. În timp ce erau Guvernatori al Virginiei, au trăit în Charlottesville, deplasânduse pe celebra stradă Three Notch'd Road pentru a ajunge la Richmond, capitala Statului. Orange, situat la 42 km nord-est de la Charlottesville, era orașul natal al președintelui James Madison. Universitatea Virginia, fondată de către Jefferson, se află pe granița sud-vestică a orașului. Monticello, la 5 km sud-est de oraș, este, alături de Universitatea Virginia, un sit al Patrimoniului Mondial UNESCO, care atrage mii de turiști în fiecare an.

## Istoric
La momentul sosirii coloniștilor europeni, o parte din zona care a devenit parte din Charlottesville era ocupată de un sat din Națiunea Monacan numit Monasukapanough.
Un act al Adunării din Comitatul Albemarle a înființat Charlottesville în 1762. Thomas Walker a fost numit primul său edil. Orașul era situat de-a lungul unei rute comerciale numite Three Notched Road (actuala U.S. Route 250), care ducea de la Richmond la Marea Vale Apalașă. Orașul și-a luat numele de la regina britanică Charlotte de Mecklenburg-Strelitz.
Spre deosebire de majoritatea Virginiei, Charlottesville n-a suferit prea mult în urma Războiului Civil American. După Războiul Civil, sclavii emancipați care au rămas în Charlottesville au stabilit comunități în cartiere precum Vinegar Hill. Acest cartier a fost demolat în 1965. 
Începând cu anii 2010, Charlottesville a primit atenție națională din cauza conflictului local dintre susținătorii și adversarii eliminării simbolurilor Statelor Confederate. The Washington Post a raportat că „nicăieri această confruntare nu a fost atât de intensă ca în Charlottesville, unde parcurile și străzile au fost redenumite, iar abțibildurile care poartă lozinci supremațiste albe cu viteza cu care sunt puse sunt și luate jos de activiști".
Încercările orașului de a elimina statuile lui Robert E. Lee și Stonewall Jackson din parcurile din centrul orașului au fost obiectul unor mari litigii nerezolvate. În august 2017, grupurile suprematiste albe care s-au opus la eliminarea statuilor au organizat mitingul „Unite the Right”, pentru a protesta împotriva înlăturării statuii lui Robert E. Lee situată atunci în Lee Park, redenumit ulterior Emancipation Park (Parcul Emancipării). Aceștia s-au confruntat cu un grup de contra-protestatari veniți pentru a suporta eliminarea statuii. După miting, un naționalist alb a condus o mașină în contra-protestatari, ducând la moartea lui Heather Heyer și provocând răni altor 19 persoane. Incidentul a devenit știre națională și Charlottesville a devenit un simbol al turbulențelor politice la nivel național. Orașul a reușit înlăturarea statuilor lui Lee și Jackson pe 10 iulie 2021, în locul cărora s-au pus statui în onoarea lui Lewis, Clark și Sacajawea.

## Populație
Potrivit recensământului din 2010, în oraș existau 43.475 de persoane, 17.778 de gospodării și 7.518 familii. Densitatea populației era de 1.629,5/km2. Existau 19.189 unități locative. Populația orașului era compusă de 69,1% albi, 19,4% afro-americani, 0,3% nativi americani, 6,4% asiatici, 1,8% din alte rase și 3,0% din două sau mai multe rase. 5,1% din populație erau hispanici sau latino-americani de orice rasă.

## Personalități născute aici
- Rob Lowe (n. 1964), actor.

## Orașe înfrățite
- Poggio a Caiano, Italia
- Besançon, Franța
- Pleven, Bulgaria
- Winneba, Ghana